# 斯坦尼斯瓦夫·若乌凯夫斯基
斯坦尼斯瓦夫·若乌凯夫斯基（波蘭語：Stanisław Żółkiewski，1547年—1620年10月7日），波兰立陶宛联邦贵族、军事家、政治家。若乌凯夫斯基曾担任波兰王国前线盖特曼、利沃夫城主、基辅省总督及王室总理大臣、波兰王国大盖特曼等重要职务，并曾参与诸多重大战役，击败过瑞典帝国、俄罗斯沙皇国、奥斯曼帝国、鞑靼人等势力的军队。
若乌凯夫斯基军事生涯中最著名的胜利是在1610年的克鲁希诺战役中击败俄瑞联军，随后率军占领莫斯科。1620年10月7日，他在楚措拉战役中阵亡。若乌凯夫斯基在生前即以军事领袖的身份闻名，而其牺牲进一步提升了其声誉。他也被视为波兰立陶宛联邦历史上最为杰出的军事家之一。

## 生平

### 早年生活

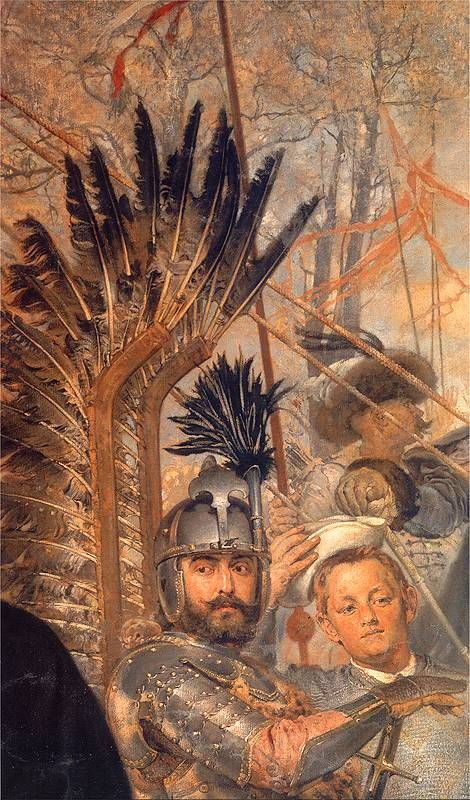
斯坦尼斯瓦夫·若乌凯夫斯基与巴尔塔扎尔·巴托里在普斯科夫，扬·马泰伊科绘

1547年，斯坦尼斯瓦夫·若乌凯夫斯基出生于波兰立陶宛联邦的图伦卡（Turynka）（今属乌克兰），具体出生日期未知，出生年份也存在争议：大多数文献资料记载其出生于1547年，少数则认为其出生于1550年。其父老斯坦尼斯瓦夫·若乌凯夫斯基曾担任鲁塞尼亚省总督，其母为佐菲亚·利普斯卡。
若乌凯夫斯基曾就读于利沃夫（今属乌克兰）的一座教会学校。与他的许多阶层相近的同龄人不同，他没有接受过高等教育，也没有出国的经历，但其自学成才，且对历史及相关著作特别感兴趣。1566年，若乌凯夫斯基加入宫廷，协助王室书记官扬·扎莫厄斯基。这一时期，他对当时在联邦盛行的主张改革的履行运动有了较为深入的了解。1573年，他奉国王之命前往法国，会见新继位的法国国王亨利三世，在返程途中又被派往维也纳，以缓和与哈布斯堡王朝之间的外交关系。

### 早期军事生涯
1575年末，但泽爆发叛乱，若乌凯夫斯基参加了斯特凡·巴托里麾下的平叛军队，负责指挥一支翼骑兵部队，由此崭露头角。此后，他随巴托里前往利沃尼亚作战，期间参与了普斯科夫围城战等战役。战后，若乌凯夫斯基维持与扎莫厄斯基家族的联盟，并共同对抗兹博罗夫斯基家族。1584年5月11日至12日晚间，他抓获并处决了兹博罗夫斯基家族的重要成员塞缪尔·兹博罗夫斯基，引起了很大争议。这一事件使得若乌凯夫斯基名声扫地，同时引起了1585年众议院会议的激烈辩论。
1587年，瑞典贵族齐格蒙特与奥地利贵族馬克西米連争夺波兰王位，引发波兰王位继承战争。在这场战争中，若乌凯夫斯基支持齐格蒙特一方，并率领联邦军队参加了贝奇纳战役，其间膝盖受伤，导致其此后终生跛脚。由于若乌凯夫斯基为贝奇纳战役的胜利做出了巨大贡献，他被任命为波兰王国前线盖特曼，同时被授予赫魯別舒夫长老的职位。

### 前线盖特曼时期
获得前线盖特曼头衔后不久，若乌凯夫斯基就被派往乌克兰，击退鞑靼人的入侵。 1590年，他成为利沃夫城主，但他要求调派援军以对抗鞑靼人的请求并没有得到重视。
1595年，若乌凯夫斯基参加了摩尔达维亚战役。次年，他率军镇压了塞弗林·納利維伊科领导的哥萨克起義。若乌凯夫斯基理解哥萨克受到的不公待遇，希望能够通过谈判解决问题。起义军投降时，他保证投降者能够受到公平对待，但納利維伊科随后即在华沙被处死，一群波兰士兵又屠杀了其他哥萨克囚犯，使波兰和哥萨克双方的关系进一步恶化。1600年，若乌凯夫斯基回到摩尔多瓦战场，在布科夫取得了胜利。
1601年，若乌凯夫斯基前往北方战场，在利沃尼亚与瑞典作战，并成功占领了沃尔马（今瓦爾米耶拉）。1602年，联邦军队攻占菲林（今維爾揚迪），并在雷瓦尔战役中取胜，使得瑞典军队被迫放弃魏森斯坦（今派德）。战争接近尾声时，若乌凯夫斯基因病将部队指挥权交给盖特曼扬·卡罗尔·霍德凯维奇。
1606年，若乌凯夫斯基返回乌克兰，在乌代茨战役中击败了鞑靼人。同年晚些时候，米科瓦伊·泽布日多夫斯基率领一部分对国王齐格蒙特三世不满的贵族发动叛乱，若乌凯夫斯基支持国王平定叛乱。由于其导师扎莫厄斯基反对国王，因此若乌凯夫斯基的决定较低调。此外，他和泽布日多夫斯基家族有一定的交情，并且理解叛军的一些观点。在古祖夫战役中，若乌凯夫斯基负责指挥王家军队的左翼，但他的部队在战斗中的贡献并不大。国王对若乌凯夫斯基在平叛中的表现不以为然，因此尽管他被任命为基辅省总督，但国王并没有给他梦寐以求的波兰王国大盖特曼头衔。
1609年下半年，若乌凯夫斯基参加了波俄战争。他支持选举瓦迪斯瓦夫四世为俄罗斯沙皇，并支持联邦与俄罗斯沙皇国之间建立共主邦联的想法。1610年，他在克鲁希诺战役中击败了俄国与瑞典的联军。随后，他率军占领了莫斯科，并俘虏了沙皇瓦西里四世以及他的两名兄弟。然而，由于若乌凯夫斯基的共主邦联计划要求瓦迪斯瓦夫皈依东正教，因此齐格蒙特三世并不同意这一计划。
若乌凯夫斯基从俄国回国后即开始着手撰写回忆录。1612年，其著作《莫斯科战争始末》（波蘭語：Początek i progres wojny moskiewskiej）出版，若乌凯夫斯基在书中批评了齐格蒙特三世的政策。1612年，他开始担任斯坦尼斯瓦夫·科涅茨波尔斯基的教师和导师。同年，他返回乌克兰，以抵御鞑靼人和摩尔多瓦的持续入侵以及哥萨克骚乱。1616年的众议院会议期间，若乌凯夫斯基为应对鞑靼人和哥萨克的侵袭，提出了一项扩军计划，但该计划未获通过。

### 晚年生活

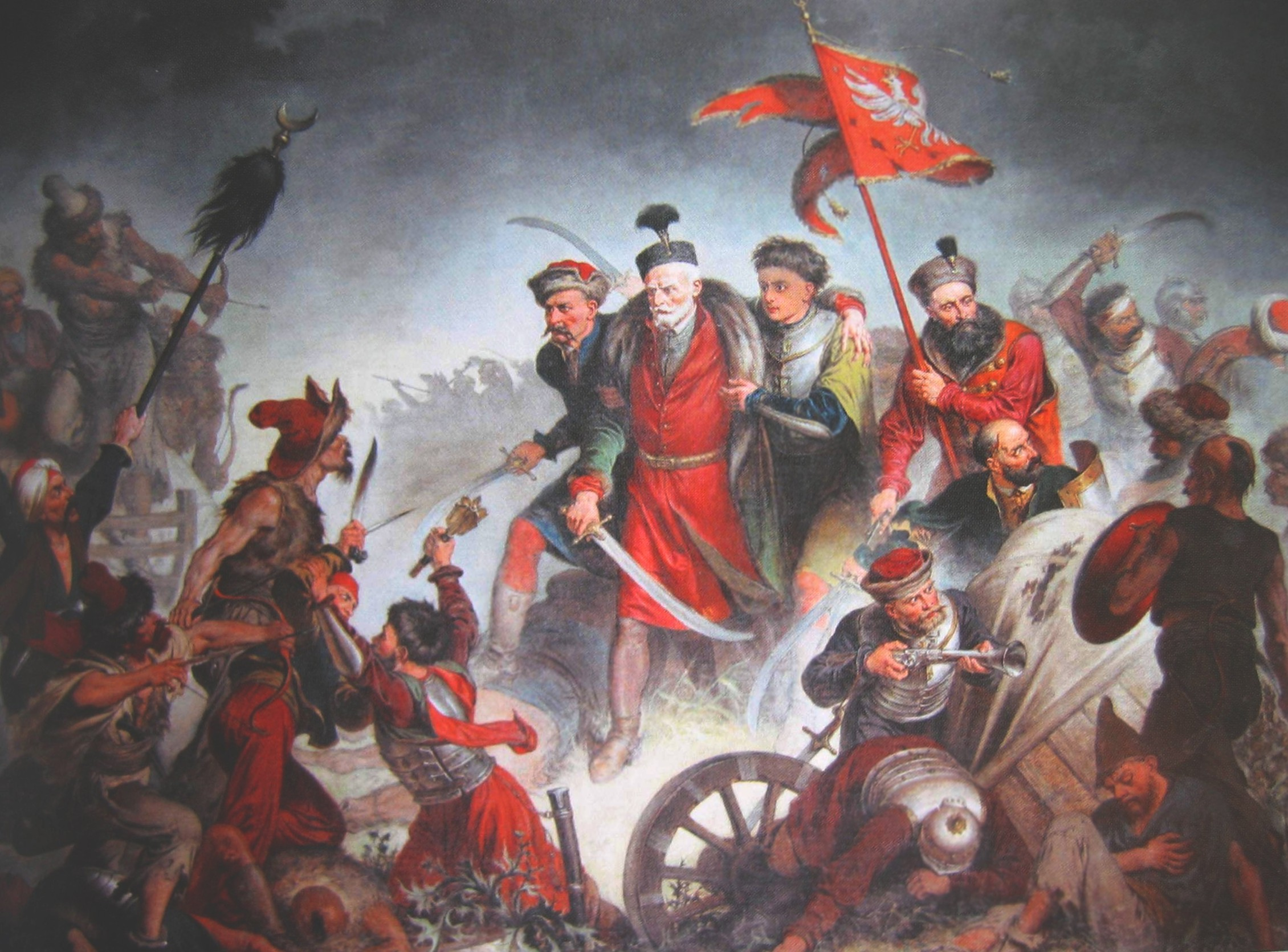
斯坦尼斯瓦夫·若乌凯夫斯基之死，瓦莱里·埃利亚斯·拉齐科夫斯基绘

在若乌凯夫斯基军事生涯的最后几年当中，其声望逐渐下降。他被指控在1616年的萨索伊罗格（Sasowy Róg）战役中没有支援塞缪尔·科雷茨基，并在次年签订了将一些边境地区割让给摩尔多瓦和奥斯曼帝国的《雅鲁加条约》，以及未能在1618年的奥雷宁战役中击败鞑靼人。尽管如此，1618年，他终于获得了梦寐以求的象征波兰王国大盖特曼地位的盖特曼杖，不久之后又获得了王室总理大臣的职位。此时，他在波兰立陶宛联邦境内的地位已经仅次于国王，而他的地位并不是通过家庭或财富，而是通过军事成就和声望获得的。
尽管若乌凯夫斯基年事已高，但他依然以指挥官的身份在军中服役，直到生命的最后一刻。1620年10月7日，若乌凯夫斯基在楚措拉战役后的撤退过程中阵亡。在楚措拉战役中，波兰立陶宛联邦军队多次被击溃，在最后一次溃退时，若乌凯夫斯基被敌军杀害；根据民间流传的一则轶事，他拒绝撤退，宁愿留在后卫身边，直到牺牲。在他牺牲之前，他受到了耶稣会神父席蒙·维比尔斯基（Szymon Wybierski）的祝福。
战后，他的尸体遭到亵渎，头颅被割下，作为战利品运往君士坦丁堡。他的遗孀从土耳其人那里赎回了他的尸体以及在战役中被俘的儿子。若乌凯夫斯基葬于他亲自建立的若乌凯夫（今乌克兰若夫克瓦）的圣劳伦斯教堂。

## 个人生活
若乌凯夫斯基与蕾吉娜·赫伯特（Regina Herbutówna）结婚，两人育有一子两女。他一生积累了巨额财富，并在鲍里斯皮尔、布羅德、文尼察和若乌凯夫附近拥有大量土地，年收入超过100,000兹罗提，使其成为波兰立陶宛联邦最富有的贵族之一。若乌凯夫斯基的财产由雅各布·索别斯基继承，其子扬后来曾担任波兰国王。

## 纪念

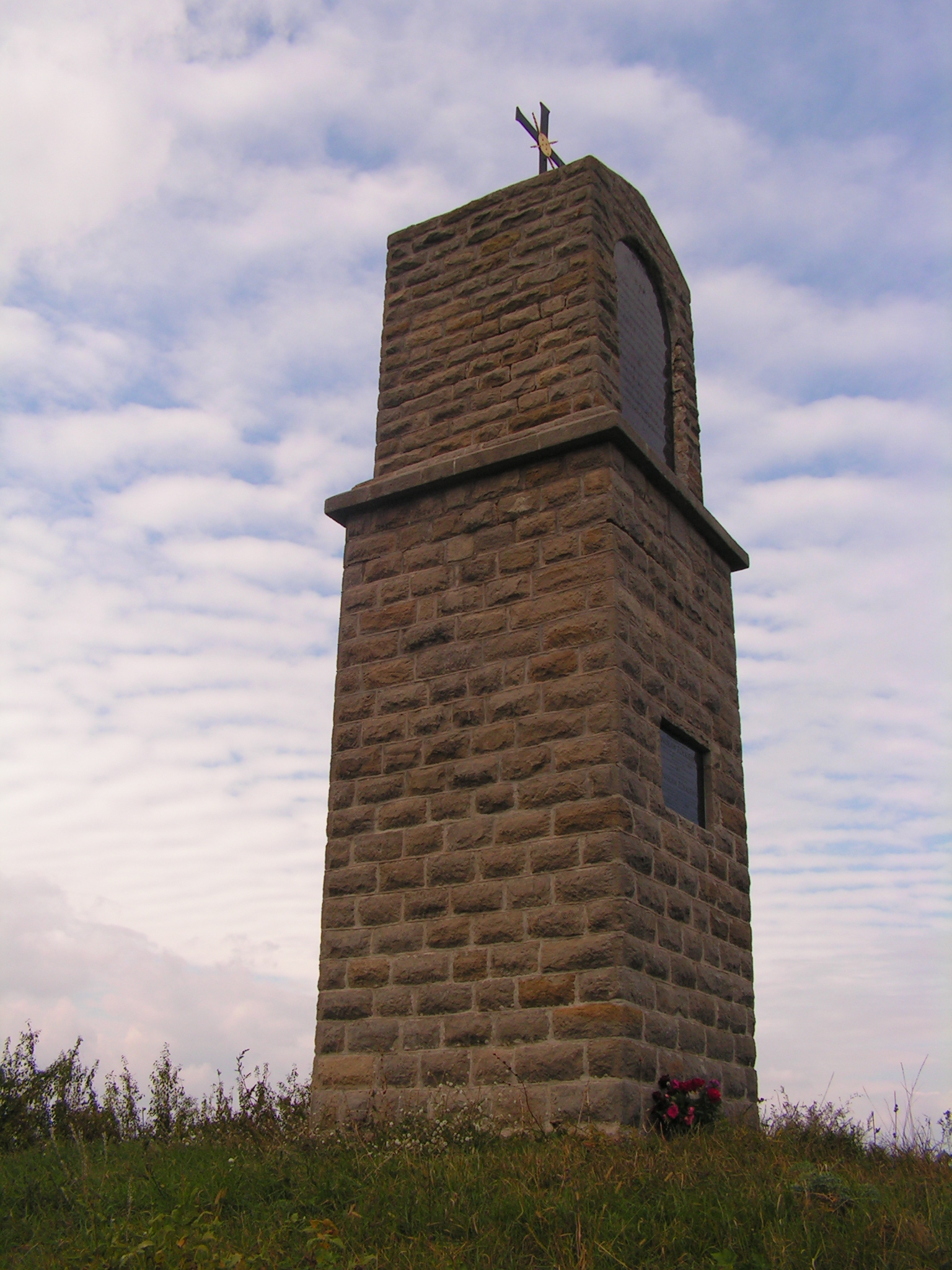
位于今摩尔多瓦境内的若乌凯夫斯基纪念碑

若乌凯夫斯基的英勇牺牲提升了他的声誉，并使其名列波兰最著名的军事指挥官之一。后世的斯特凡·热罗姆斯基、约瑟夫·舒伊斯基、朱利安·乌尔辛·尼姆切维奇、瑪麗亞·科諾普尼茨卡等作家的作品中也提及了若乌凯夫斯基。时至今日，他的牺牲仍是他一生中最为世人所知的事迹，与“若乌凯夫斯基传奇”相关的文献资料为数众多。
1621年，若乌凯夫斯基之子扬·若乌凯夫斯基在其父的牺牲地点（位于今摩尔多瓦奧克尼察區别列佐夫卡）建造了一座纪念碑，其上刻有贺拉斯的名言“为祖国而死是甜蜜和光荣的”（Dulce et decorum est pro patria mori）。纪念碑于1868年被毁，1912年重建，2003年得到翻新。此地是波兰裔摩尔多瓦人的重要活动场所之一。
1903年，若乌凯夫斯基雕像在若乌凯夫落成，1939年，蘇聯入侵波蘭，雕像被苏联军队拆除。在现代波兰，若乌凯夫斯基被视为军事英雄，但现代俄罗斯的统一日却是为了庆祝他在莫斯科驻扎的波兰军队的投降。

## 著作
- 《莫斯科战争始末》（波蘭語：Początek i progres wojny moskiewskiej，也称为“莫斯科战争的开始和进展”），是若乌凯夫斯基描写自己参加的战役与外交活动的回忆录，以第三人称写就，简要记载了波俄战争。

## 延伸阅读
- Leszek Podhorodecki. . Ludowa Spółdzielnia Wydawnicza. 1988  [2012-06-18]. ISBN 978-83-205-4082-6.
- Jerzy Besala. . Państwowy Instytut Wydawniczy. 1988  [2012-06-18]. ISBN 978-83-06-01583-6.